# Grand Prix Formule 1 van de Verenigde Staten 2022
De Grand Prix Formule 1 van de Verenigde Staten 2022 werd verreden op 23 oktober op het Circuit of the Americas in Austin. Het was de negentiende race van het seizoen.

## Vrije trainingen

### Uitslagen
- Enkel de top vijf wordt weergegeven.

| Vrije training 1 | Pos. | Nr. | Coureur          | Constructeur          | Tijd     |
| ---------------- | ---- | --- | ---------------- | --------------------- | -------- |
| Vrije training 1 | 1    | 55  | Carlos Sainz jr. | Ferrari               | 1:36.857 |
| Vrije training 1 | 2    | 1   | Max Verstappen   | Red Bull Racing-RBPT  | 1:37.081 |
| Vrije training 1 | 3    | 44  | Lewis Hamilton   | Mercedes              | 1:37.332 |
| Vrije training 1 | 4    | 18  | Lance Stroll     | Aston Martin-Mercedes | 1:37.460 |
| Vrije training 1 | 5    | 11  | Sergio Pérez     | Red Bull Racing-RBPT  | 1:37.515 |
| Vrije training 2 | Pos. | Nr. | Coureur          | Constructeur          | Tijd     |
| Vrije training 2 | 1    | 16  | Charles Leclerc  | Ferrari               | 1:36.810 |
| Vrije training 2 | 2    | 77  | Valtteri Bottas  | Alfa Romeo-Ferrari    | 1:37.525 |
| Vrije training 2 | 3    | 3   | Daniel Ricciardo | McLaren-Mercedes      | 1:37.627 |
| Vrije training 2 | 4    | 55  | Carlos Sainz jr. | Ferrari               | 1:38.232 |
| Vrije training 2 | 5    | 47  | Mick Schumacher  | Haas-Ferrari          | 1:39.507 |
| Vrije training 3 | Pos. | Nr. | Coureur          | Constructeur          | Tijd     |
| Vrije training 3 | 1    | 1   | Max Verstappen   | Red Bull Racing-RBPT  | 1:35:825 |
| Vrije training 3 | 2    | 16  | Charles Leclerc  | Ferrari               | 1:36:145 |
| Vrije training 3 | 3    | 55  | Carlos Sainz jr. | Ferrari               | 1:36:271 |
| Vrije training 3 | 4    | 11  | Sergio Pérez     | Red Bull Racing-RBPT  | 1:36:397 |
| Vrije training 3 | 5    | 44  | Lewis Hamilton   | Mercedes              | 1:36:401 |

Testcoureurs in vrije training 1:

 Théo Pourchaire (Alfa Romeo-Ferrari) reed in plaats van Valtteri Bottas. Hij reed een tijd van 1:40.175 en werd daarmee achttiende.

 Robert Shwartzman (Ferrari) reed in plaats van Charles Leclerc. Hij reed een tijd van 1:38.951 en werd daarmee zestiende.

 Antonio Giovinazzi (Haas-Ferrari) reed in plaats van Kevin Magnussen. Hij reed een tijd van 1:43.063 en werd daarmee twintigste.

 Álex Palou (McLaren-Mercedes) reed in plaats van Daniel Ricciardo. Hij reed een tijd van 1:39.911 en werd daarmee zeventiende.

 Logan Sargeant (Williams-Mercedes) reed in plaats van Nicholas Latifi. Hij reed een tijd van 1:40.325 en werd daarmee negentiende.
Vrije training 2:

Vrije training twee stond in het teken van een Pirelli-bandentest met prototype banden voor 2023 en duurde anderhalf uur. Elk team kreeg per coureur twee sets testbanden, maar de teams zelf wisten niet welke banden het precies waren (C1, C5 of iets daar tussenin). Op de testbanden moesten de coureurs een keer met weinig brandstof en een keer met meer brandstof in de tank rijden. 

## Kwalificatie
Carlos Sainz jr. behaalde de derde pole position in zijn carrière.
| Pos.                                        | Nr. | Coureur          | Constructeur          | Kwalificatietijden | Kwalificatietijden | Kwalificatietijden | Grid   |
| Pos.                                        | Nr. | Coureur          | Constructeur          | Q1                 | Q2                 | Q3                 | Grid   |
| ------------------------------------------- | --- | ---------------- | --------------------- | ------------------ | ------------------ | ------------------ | ------ |
| 1                                           | 55  | Carlos Sainz jr. | Ferrari               | 1:35.297           | 1:35.590           | 1:34.356           | 1      |
| 2                                           | 16  | Charles Leclerc  | Ferrari               | 1:35.795           | 1:35.246           | 1:34.421           | 12 *1  |
| 3                                           | 1   | Max Verstappen   | Red Bull Racing-RBPT  | 1:35.864           | 1:35.294           | 1:34.448           | 2      |
| 4                                           | 11  | Sergio Pérez     | Red Bull Racing-RBPT  | 1:36.163           | 1:35.864           | 1:34.645           | 9 *2   |
| 5                                           | 44  | Lewis Hamilton   | Mercedes              | 1:36.148           | 1:35.732           | 1:34.947           | 3      |
| 6                                           | 63  | George Russell   | Mercedes              | 1:36.195           | 1:35.692           | 1:34.988           | 4      |
| 7                                           | 18  | Lance Stroll     | Aston Martin-Mercedes | 1:36.860           | 1:36.032           | 1:35.598           | 5      |
| 8                                           | 4   | Lando Norris     | McLaren-Mercedes      | 1:36.465           | 1:36.341           | 1:35.690           | 6      |
| 9                                           | 14  | Fernando Alonso  | Alpine-Renault        | 1:36.446           | 1:35.988           | 1:35.876           | 14 *2  |
| 10                                          | 77  | Valtteri Bottas  | Alfa Romeo-Ferrari    | 1:36.746           | 1:36.321           | 1:36.319           | 7      |
| 11                                          | 23  | Alexander Albon  | Williams-Mercedes     | 1:36.932           | 1:36.368           |                    | 8      |
| 12                                          | 5   | Sebastian Vettel | Aston Martin-Mercedes | 1:36.695           | 1:36.398           |                    | 10     |
| 13                                          | 10  | Pierre Gasly     | AlphaTauri-RBPT       | 1:36.577           | 1:36.740           |                    | 11     |
| 14                                          | 24  | Zhou Guanyu      | Alfa Romeo-Ferrari    | 1:36.656           | 1:36.970           |                    | 18 *2  |
| 15                                          | 22  | Yuki Tsunoda     | AlphaTauri-RBPT       | 1:36.808           | 1:37.147           |                    | 19 *3  |
| 16                                          | 20  | Kevin Magnussen  | Haas-Ferrari          | 1:36.949           |                    |                    | 13     |
| 17                                          | 3   | Daniel Ricciardo | McLaren-Mercedes      | 1:37.046           |                    |                    | 15     |
| 18                                          | 31  | Esteban Ocon     | Alpine-Renault        | 1:37.068           |                    |                    | Pit *4 |
| 19                                          | 47  | Mick Schumacher  | Haas-Ferrari          | 1:37.111           |                    |                    | 16     |
| 20                                          | 6   | Nicholas Latifi  | Williams-Mercedes     | 1:37.244           |                    |                    | 17     |
| Q1 107% tijd: 1:41.968 (Bron: formula1.com) |     |                  |                       |                    |                    |                    |        |

*1 Charles Leclerc kreeg een gridstraf van 10 plaatsen voor het vervangen van de motor en de turbo.

*2 Sergio Pérez, Fernando Alonso en Zhou Guanyu kregen allen een gridstraf van vijf plaatsen vanwege het overschrijden van het quotum aan motoronderdelen.

*3 Yuki Tsunoda kreeg een gridstraf van vijf plaatsen voor de vervanging van de versnellingsbak aandrijflijn.

*4 Esteban Ocon moest vanuit de pitstraat starten omdat er onder Parc fermé aan de auto was gewerkt en er motoronderdelen waren vervangen.

## Wedstrijd
Max Verstappen behaalde de drieëndertigste Grand Prix-overwinning in zijn carrière.

Red Bull Racing-RBPT werd voor de vijfde keer wereldkampioen bij de constructeurs.
| Pos.               | Nr. | Coureur          | Constructeur          | Rondes | Tijd / Oorzaak Uitval | Grid | Punten |
| ------------------ | --- | ---------------- | --------------------- | ------ | --------------------- | ---- | ------ |
| 1                  | 1   | Max Verstappen   | Red Bull Racing-RBPT  | 56     | 1:42:11.687           | 2    | 25     |
| 2                  | 44  | Lewis Hamilton   | Mercedes              | 56     | +5.023                | 3    | 18     |
| 3                  | 16  | Charles Leclerc  | Ferrari               | 56     | +7.501                | 12   | 15     |
| 4                  | 11  | Sergio Pérez     | Red Bull Racing-RBPT  | 56     | +8.293                | 9    | 12     |
| 5                  | 63  | George Russell   | Mercedes              | 56     | +44.815 *1            | 4    | 11S    |
| 6                  | 4   | Lando Norris     | McLaren-Mercedes      | 56     | +53.785               | 6    | 8      |
| 7                  | 14  | Fernando Alonso  | Alpine-Renault        | 56     | +55.078 *2            | 14   | 6      |
| 8                  | 5   | Sebastian Vettel | Aston Martin-Mercedes | 56     | +1:05.354             | 10   | 4      |
| 9                  | 20  | Kevin Magnussen  | Haas-Ferrari          | 56     | +1:05.834             | 13   | 2      |
| 10                 | 22  | Yuki Tsunoda     | AlphaTauri-RBPT       | 56     | +1:10.919             | 19   | 1      |
| 11                 | 31  | Esteban Ocon     | Alpine-Renault        | 56     | +1:12.875             | Pit  |        |
| 12                 | 24  | Zhou Guanyu      | Alfa Romeo-Ferrari    | 56     | +1:16.164             | 18   |        |
| 13                 | 23  | Alexander Albon  | Williams-Mercedes     | 56     | +1:20.057 *3          | 8    |        |
| 14                 | 10  | Pierre Gasly     | AlphaTauri-RBPT       | 56     | +1:21.763 *4          | 11   |        |
| 15                 | 47  | Mick Schumacher  | Haas-Ferrari          | 56     | +1:24.490 *5          | 16   |        |
| 16                 | 3   | Daniel Ricciardo | McLaren-Mercedes      | 56     | +1:30.487             | 15   |        |
| 17                 | 6   | Nicholas Latifi  | Williams-Mercedes     | 56     | +1:43.588 *6          | 17   |        |
| DNF                | 18  | Lance Stroll     | Aston Martin-Mercedes | 21     | Botsing *7            | 5    |        |
| DNF                | 77  | Valtteri Bottas  | Alfa Romeo-Ferrari    | 16     | Spin                  | 7    |        |
| DNF                | 55  | Carlos Sainz jr. | Ferrari               | 1      | Botsingschade         | 1    |        |
| Bron: formula1.com |     |                  |                       |        |                       |      |        |

S George Russell reed voor de derde keer in zijn carrière een snelste ronde en behaalde hiermee een extra punt.

*1 George Russell kreeg een tijdstraf van vijf seconden (tijdens pitstop voldaan) en ontving twee strafpunten op zijn licentie voor het veroorzaken van de botsing met Carlos Sainz jr.

*2 Fernando Alonso kreeg na afloop van de race een tijdstraf van dertig seconden voor een loszittende spiegel die later tijdens de race afbrak. Op 28 oktober werd de straf ingetrokken en werd Alonso alsnog als zevende geklasseerd.

*3 Alexander Albon beëindigde de race als dertiende, maar kreeg later een tijdstraf van vijf seconden voor het behalen van voordeel door buiten de baan te rijden.  Albon ontving tevens één strafpunt op zijn licentie.

*4 Pierre Gasly eindigde de wedstrijd als elfde maar kreeg een tijdstraf van tien seconden omdat de vijf seconden tijdstraf die hij kreeg voor een gat van meer dan tien wagenlengtes laten vallen tijdens de safety car situatie bij de pitstop niet goed werd uitgevoerd en er al binnen de vijf seconden was begonnen aan het verwisselen van de banden. Gasly ontving tevens twee strafpunten op zijn licentie.

*5 Mick Schumacher kreeg een tijdstraf van vijf seconden voor het te vaak buiten de baan rijden, dit had geen gevolgen voor de positie in de einduitslag. Schumacher ontving tevens één strafpunt op zijn licentie.

*6 Nicholas Latifi kreeg een tijdstraf van vijf seconden voor het van de baan dwingen van Mick Schumacher, dit had geen gevolgen voor de positie in de einduitslag.

*7 Lance Stroll kreeg een gridstraf van drie plaatsen voor de volgende Grand Prix in Mexico-Stad voor het veroorzaken van de botsing met Fernando Alonso. Bovendien ontving hij twee strafpunten op zijn licentie.

## Tussenstanden wereldkampioenschap
Betreft tussenstanden voor het wereldkampioenschap na afloop van de race.

### Coureurs
| Pos. | Nr. | Coureur          | Constructeur         | Punten |
| ---- | --- | ---------------- | -------------------- | ------ |
| 1    | 1   | Max Verstappen   | Red Bull Racing-RBPT | 391    |
| 2    | 16  | Charles Leclerc  | Ferrari              | 267    |
| 3    | 11  | Sergio Pérez     | Red Bull Racing-RBPT | 265    |
| 4    | 63  | George Russell   | Mercedes             | 218    |
| 5    | 55  | Carlos Sainz jr. | Ferrari              | 202    |
| 6    | 44  | Lewis Hamilton   | Mercedes             | 198    |
| 7    | 4   | Lando Norris     | McLaren-Mercedes     | 109    |
| 8    | 31  | Esteban Ocon     | Alpine-Renault       | 78     |
| 9    | 14  | Fernando Alonso  | Alpine-Renault       | 71     |
| 10   | 77  | Valtteri Bottas  | Alfa Romeo-Ferrari   | 46     |

### Constructeurs
| Pos. | Constructeur          | Punten |
| ---- | --------------------- | ------ |
| 1    | Red Bull Racing-RBPT  | 656    |
| 2    | Ferrari               | 469    |
| 3    | Mercedes              | 416    |
| 4    | Alpine-Renault        | 149    |
| 5    | McLaren-Mercedes      | 138    |
| 6    | Alfa Romeo-Ferrari    | 52     |
| 7    | Aston Martin-Mercedes | 49     |
| 8    | Haas-Ferrari          | 36     |
| 9    | AlphaTauri-RBPT       | 35     |
| 10   | Williams-Mercedes     | 8      |